# Кущовий провідник ОУН
Кущовий провідник ОУН — керівник кущового проводу (кущ — структурний підрозділ Самооборонних Кущових Відділів) Організації українських націоналістів (ОУНР), у який об'єднані були 3 — 7 станиць, залежно від кількості членів та симпатиків).
Після зміни термінів, у квітні 1942 року, волость та підрайон на кущ, назву посади підрайонний провідник змінили на кущовий провідник. До складу куща належали всі оунівці на території куща.
У кущовий провід входили: кущовий провідник, масовий пропагандист, референт (інформатор) СБ, господарчий референт, командир СКВ (командир кущової боївки, у яку входило 20 — 50 вояків). Кущовий провід, на відміну від районних, надрайонних та окружних, не поділявся на референтури (до 1943 року називали екзекутивами).
У липні 1944 року було обмежено склад кущового проводу до трьох осіб, у зв'язку з браком кадрів.